# Pisulia austrina
Pisulia austrina is een schietmot uit de familie Pisuliidae. De soort komt voor in het Afrotropisch gebied.